# البرج (بانياس)
البرج قرية ساحلية تتبع ناحية قرى مركز بانياس في منطقة بانياس التابعة لمحافظة طرطوس.